# Посетиоци освајају Америку
Посетиоци освајају Америку (фр. Les Visiteurs en Amérique) је француско-америчка научнофантастична комедија из 2001. године у режији Жан Мари Поареа. Филм представља римејк француских филмова Посетиоци и Посетиоци 2.

## Радња
Тибо, средњовековни француски племић, после неуспеле свадбе убеди чаробњака да га уз помоћ чаробног напитка врати у прошлост како би исправио неке ствари. Међутим, Тибо и његов одани слуга Андре грешком залутају у будућност, у двадесети век, и то у Чикаго данас.

## Улоге
| Глумац           | Улога                                  |
| ---------------- | -------------------------------------- |
| Жан Рено         | Тибо од Малфета                        |
| Кристијан Клавје | Андре                                  |
| Кристина Еплгејт | принцеза Росалинда / Јулија од Малфета |
| Мет Рос          | Хантер Касиди                          |
| Тара Рид         | Анђелика                               |
| Малком Макдауел  | чаробњак                               |
| Бриџет Вилсон    | Амбер                                  |

## Локације
Филм је снимљен у САД и Уједињеном Краљевству:

### САД
- Чикаго, Илиноис, САД,
- Лас Вегас, Невада,
- Државни парк „Долина ватре“, Овертон, Невада.

### Уједињено Краљевство
- Раглан замак, Раглан, Монмутшир, Велс, Уједињено Краљевство,
- Беркли замак, Беркли, Глочестершир, Енглеска,
- Лидни парк, Глочестершир, Енглеска,
- Бленхајм палата, Вудсток, Оксфордшир, Енглеска,
- Шепертон студио, Шепертон, Сареј, Енглеска,
- Западни Виком парк, Западни Виком, Бакингемшир, Енглеска,
- Корф замак, Дорсет, Енглеска.